# Jasmine Jessica Anthony
Jasmine Jessica Anthony (* 28. Oktober 1996 in Tarzana, Kalifornien) ist eine US-amerikanische Schauspielerin.

## Leben
Anthony ist die Tochter des mit einem Emmy ausgezeichneten Maskenbildners Art Anthony und einer Bühnenschauspielerin. Im Alter von zwei Jahren begann Anthony mit dem Tanzen, ehe sie ein Jahr später offerierte, Interesse an der Schauspielerei zu haben. Mit Hilfe der in Hollywood renommierten Schauspiellehrerin Stanzi Stokes wurde aus Anthony eine respektable Jungschauspielerin, die 2000 ihr Filmdebüt in Catch Me If You Can gab. Weitere Auftritte hatte sie in Episoden der Fernsehserie Monk und Star Trek: Enterprise. Anthony stand an der Seite von Geena Davis als eine der Hauptrollen in der Politserie Welcome, Mrs. President vor der Filmkamera. Des Weiteren spielte sie die Tochter von John Cusack in Zimmer 1408, wofür sie bei den Young Artist Awards 2008 einen Award als beste Nebendarstellerin in einem Spielfilm gewann.

## Filmografie
- 2002: Catch Me If You Can
- 2004: Stop Thief! (Kurzfilm)
- 2004: Dream Sketches
- 2005: Checking Out – Alles nach meinen Regeln (Checking Out)
- 2005: Star Trek: Enterprise (Fernsehserie, eine Folge)
- 2005: Little Athens
- 2005: Monk (Fernsehserie, eine Folge)
- 2005–2006: Welcome, Mrs. President (Commander in Chief, Fernsehserie, 19 Folgen)
- 2007: Medium – Nichts bleibt verborgen (Medium, Fernsehserie, eine Folge)
- 2007: My Name Is Earl (Fernsehserie, eine Folge)
- 2007: Dead Write
- 2007: Under There (Kurzfilm)
- 2007: Zimmer 1408
- 2007: State of Mind (Fernsehserie, eine Folge)
- 2007–2008: Alles Betty! (Ugly Betty, Fernsehserie, zwei Folgen)
- 2009: Water Pills (Kurzfilm)
- 2009: Believe It (Kurzfilm)
- 2010: A Reuben by Any Other Name (Kurzfilm)
- 2010: Hip-Hop Headstrong (Kurzfilm)
- 2012: Butterfly Room – Vom Bösen besessen (The Butterfly Room)
- 2013: Wedding Band (Fernsehserie, eine Folge)
- 2013: Fickle or Fair (Kurzfilm)
- 2014: Married (Fernsehserie, eine Folge)